# Valence-sur-Baïse
Valence-sur-Baïse (gaskonsko Valença de Baïsa) je naselje in občina v južnem francoskem departmaju Gers regije Jug-Pireneji. Leta 2008 je naselje imelo 1.194 prebivalcev.

## Geografija
Naselje leži v pokrajini Gaskonji ob reki Baïse in njenem levem pritoku Auloue, 33 km severozahodno od Aucha.

## Uprava
Valence-sur-Baïse je sedež istoimenskega kantona, v katerega so poleg njegove vključene še občine Ayguetinte, Beaucaire, Bezolles, Bonas, Castéra-Verduzan, Justian, Lagardère, Larroque-Saint-Sernin, Maignaut-Tauzia, Roquepine, Roques, Rozès, Saint-Orens-Pouy-Petit, Saint-Paul-de-Baïse in Saint-Puy s 4.319 prebivalci.
Kanton Valence-sur-Baïse je sestavni del okrožja Condom.

## Zanimivosti
Naselbina je bila ustanovljena kot srednjeveška bastida v letu 1274.
- nekdanja cistercijanska opatija de Flaran, ustanovljena leta 1151, danes Kulturni center,
- cerkev sv. Janeza Krstnika iz 15. stoletja.